# Italia und Germania
Italia und Germania ist ein allegorisches Gemälde des Malers Friedrich Overbeck aus dem Jahre 1828, das durch Personifikationen Italiens (Italia) und Deutschlands (Germania) in Gestalt einander zugeneigter Frauen die Freundschaft zwischen diesen Ländern bzw. Kulturregionen symbolisieren soll.
Kunstgeschichtlich ist das Gemälde dem Stil der Nazarener zuzuordnen. Das Original-Bild ist in der Neuen Pinakothek in München ausgestellt. Weitere Fassungen befinden sich in der Sammlung Georg Schäfer in Schweinfurt und in der Galerie Neue Meister in Dresden.

## Historisch-Politischer Kontext
Zur Zeit der Entstehung des Gemäldes waren sowohl „Italien“ als auch „Deutschland“ lediglich kulturelle und geografische Überbegriffe für in verschiedene Fürstentümer aufgeteilte politisch zersplitterte Regionen in Mittel- und Südeuropa (vgl. Deutscher Bund und Risorgimento), die jeweils etwa ein halbes Jahrhundert später während der 1860er und 1870er Jahre in den Nationalstaaten des Königreichs Italien (1861) und des deutschen Kaiserreichs (1871) zu politischen Einheiten wurden.

## Beschreibung
Das Bild zeigt zwei Frauen auf einer Terrassenbank vor einer Landschaft sitzend. Die linke hat dunkles Haar und trägt einen Lorbeerkranz, während das blonde Haar der rechten blumenumkränzt ist.
Die Frauen sind einander freundschaftlich zugeneigt, halten die Hände.
Links geht der Blick in eine typisch italienische Landschaft mit Felsküste, während rechts eine gotisch aufragende deutsche Stadt erkennbar ist.

## Weiterer Hintergrund
Das Bild ist die Huldigung an die enge Freundschaft Overbecks zu dem Frankfurter Maler Franz Pforr, der mit 24 Jahren in Albano Laziale starb, und geht auf dessen Zeichnung „Allegorie der Freundschaft“ und seinen Text sowie das Gemälde „Sulamith und Maria“ zurück. Der Kunsthistoriker Klaus Lankheit prägte diesbezüglich 1952 den Begriff Freundschaftsbild.

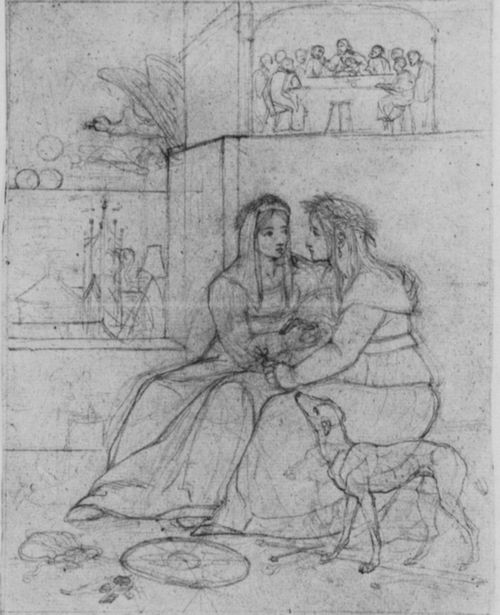
Franz Pforr: Allegorie der Freundschaft (1808)
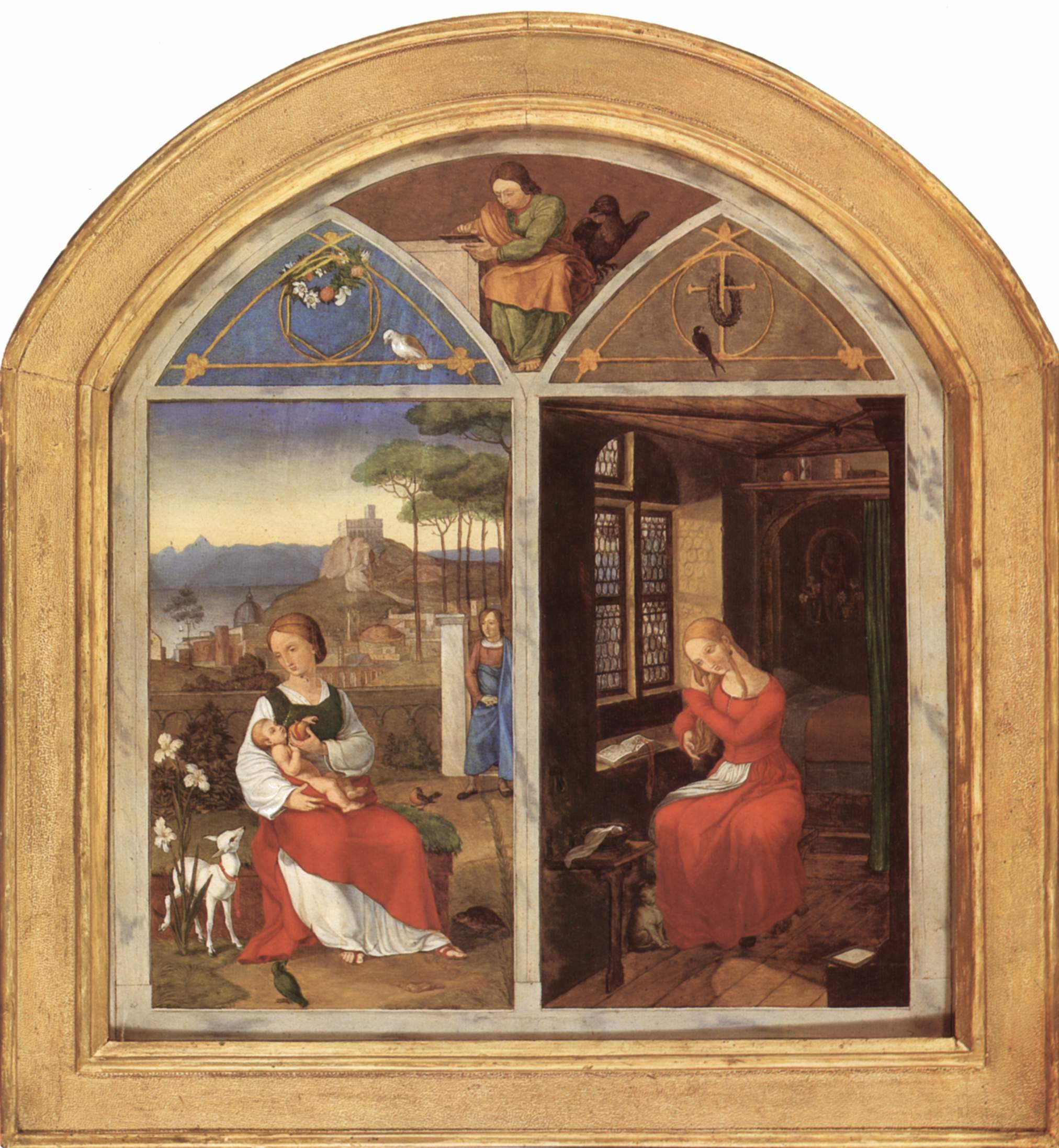
Franz Pforr: Sulamith und Maria
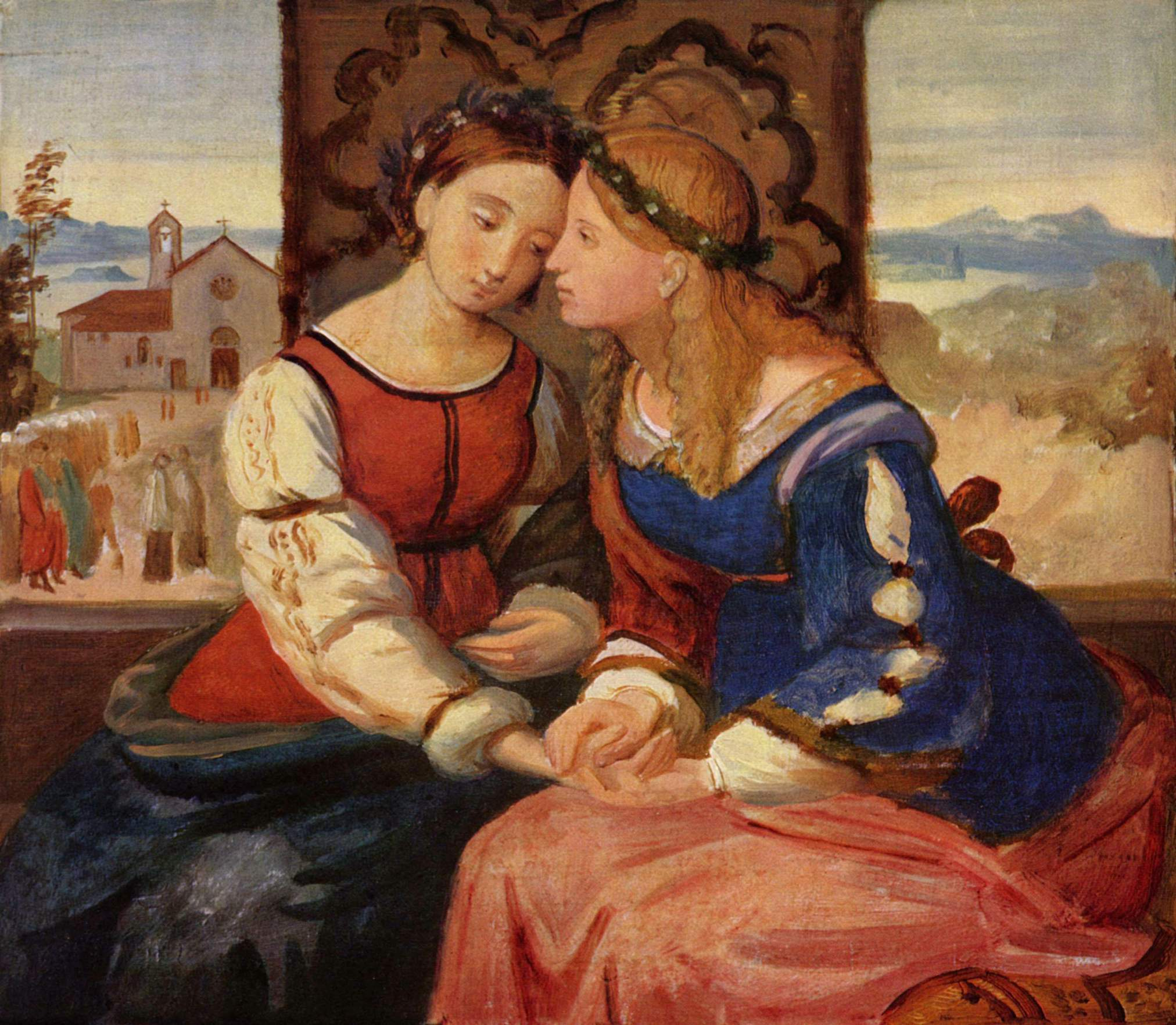
Friedrich Overbeck Italia und Germania (Sammlung Georg Schäfer in Schweinfurt)
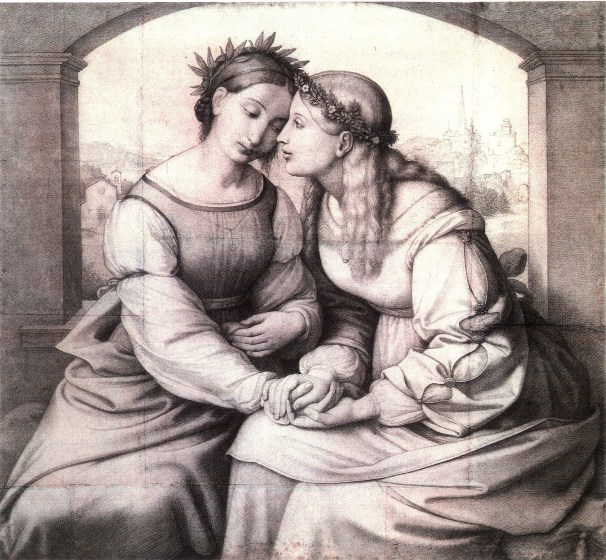
Friedrich Overbeck: Studie zu Italia und Germania (Münchner Karton)

## Kopie oder Zweitfassung
Eine weitere Version des Bildes befindet sich seit 1952 in der Galerie Neue Meister in Dresden. Sie wird in der Literatur entweder als eigenhändige Replik oder (heute überwiegend) als Kopie des Overbeckfreundes Theodor Rehbenitz angesehen.

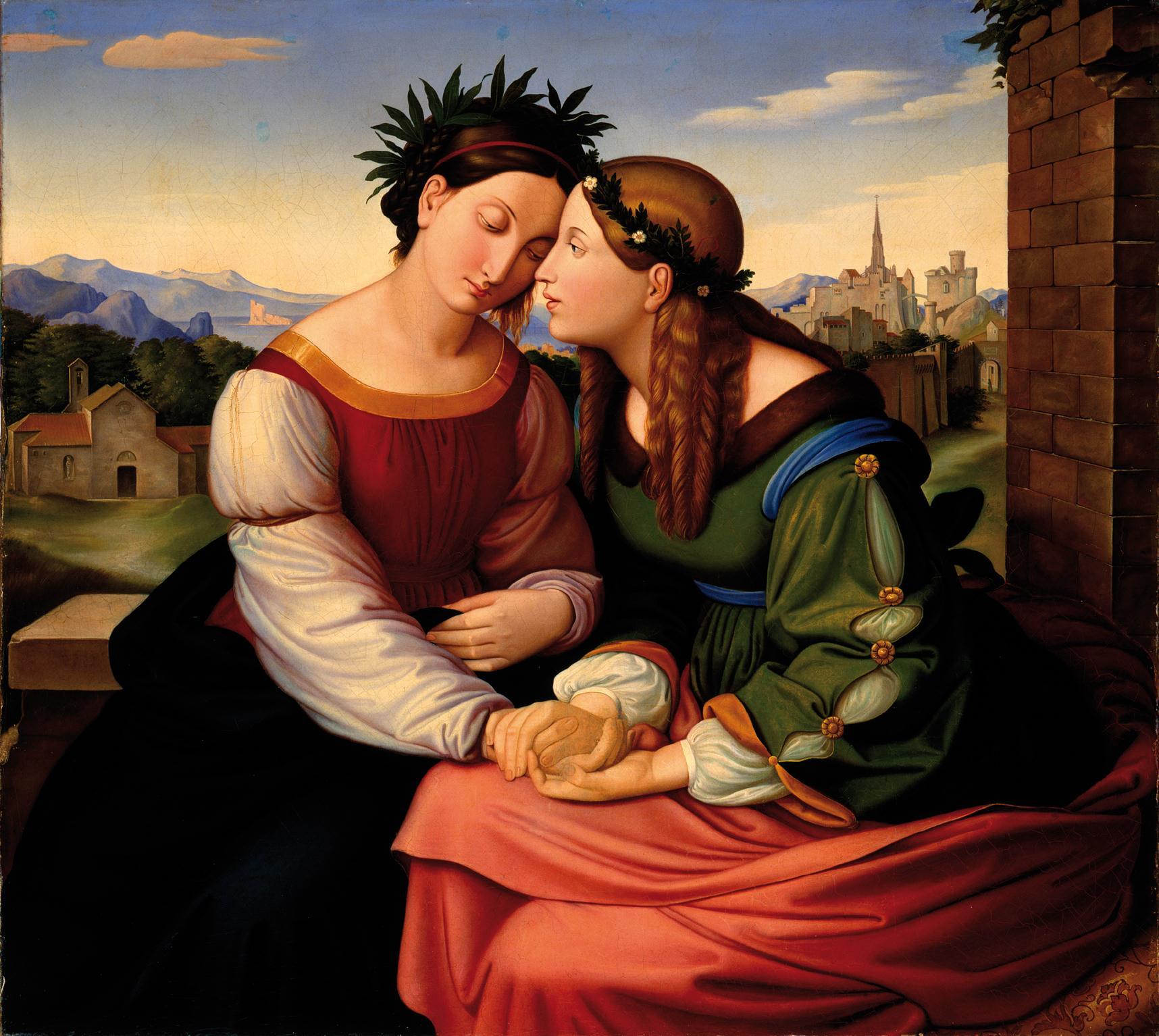
Kopie von Theodor Rehbenitz in Dresden

## Weitere Rezeption des Motivs
Im alten Städelschen Kunstinstitut von Frankfurt am Main hat Philipp Veit 1834 nach Auftrag der dortigen Administration ein Wandbild von Italia und Germania erstellt, das 1877 auf zwei Leinwände übertragen und dabei getrennt wurde.

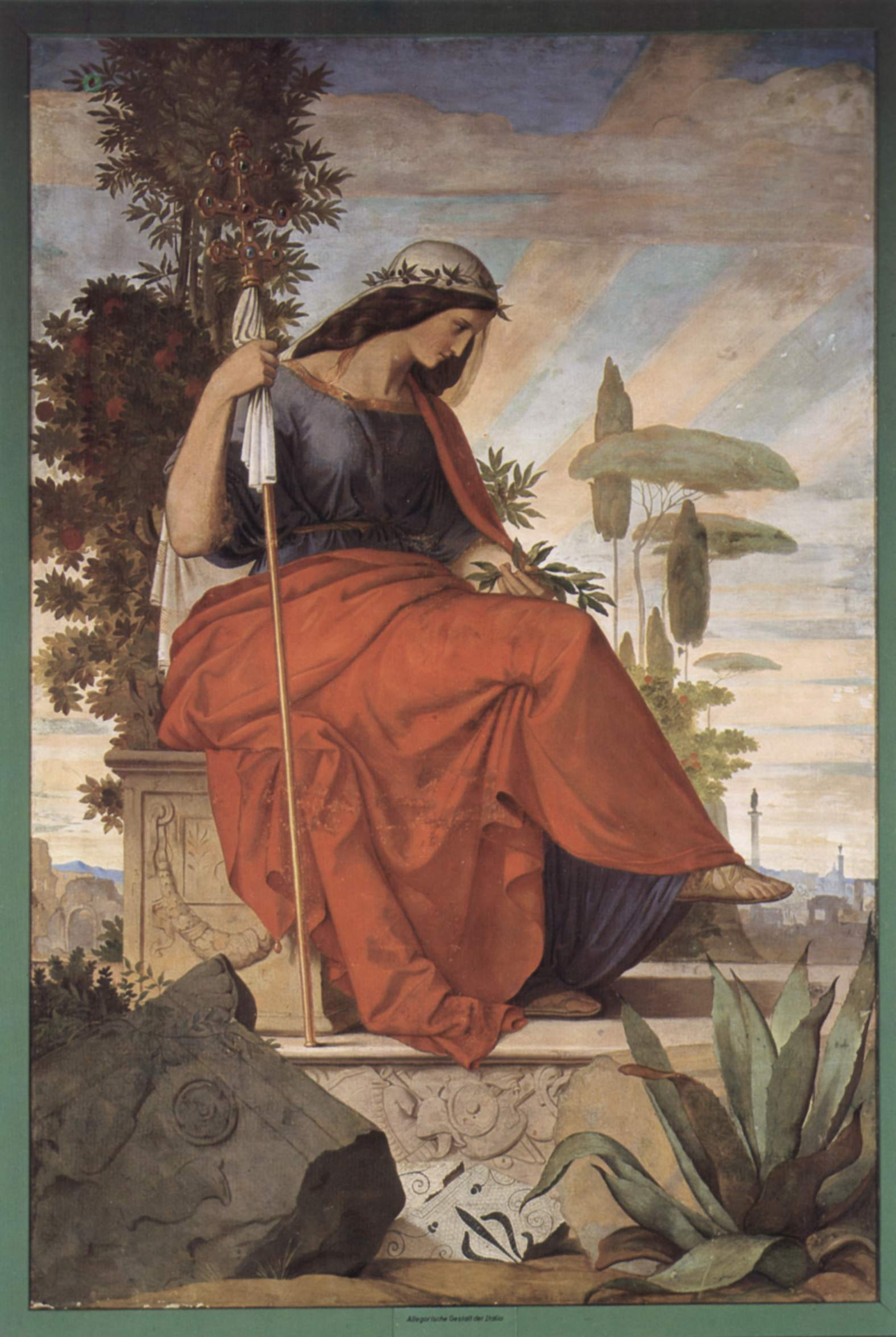
Linkes Seitenbild Italia
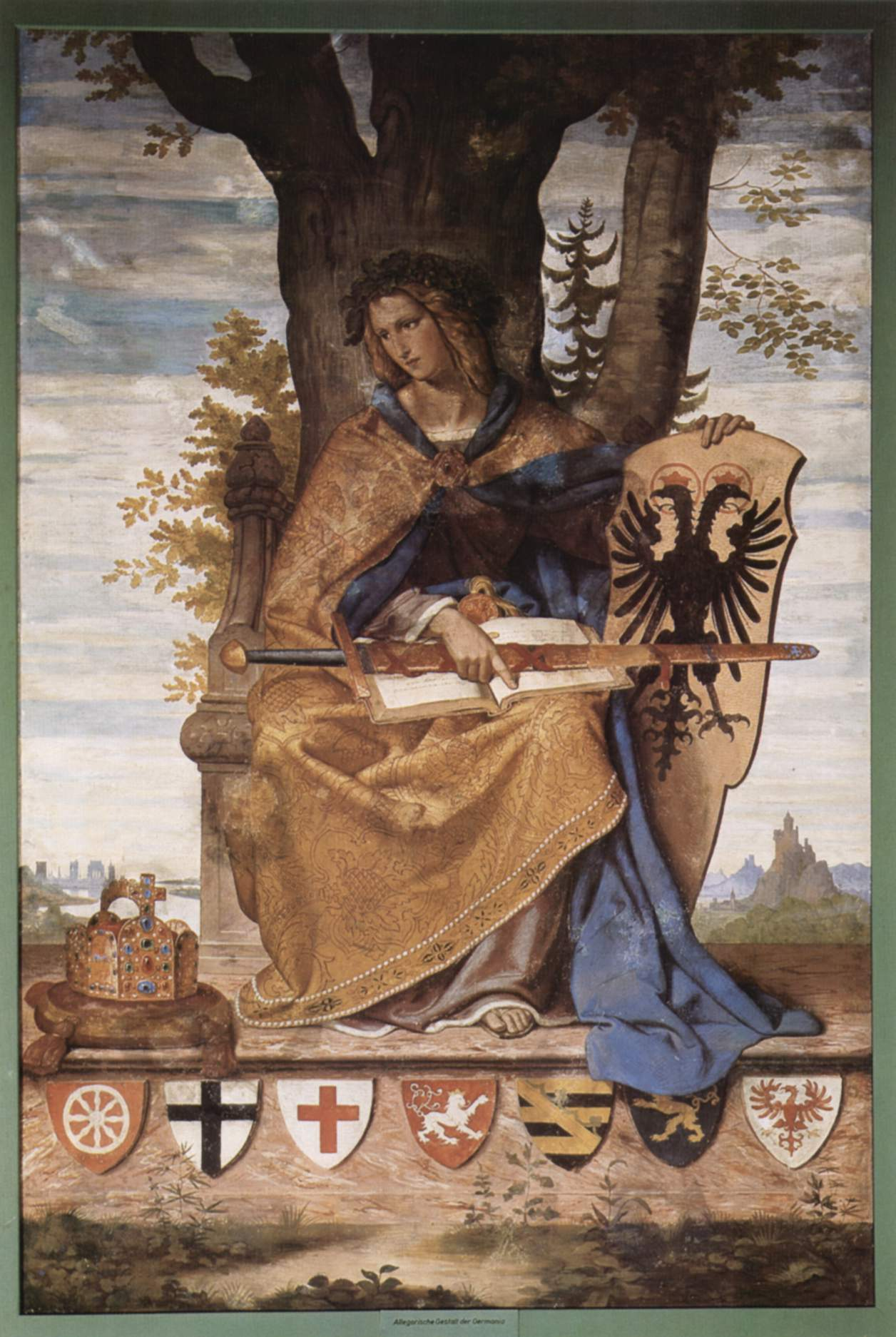
Rechtes Seitenbild Germania